# Elatostema insulare
Elatostema insulare är en nässelväxtart som beskrevs av Albert Charles Smith. Elatostema insulare ingår i släktet Elatostema och familjen nässelväxter. Inga underarter finns listade i Catalogue of Life.